# Institut Marx-Engels-Lenin
L'Institut Marx-Engels-Lenin, fundat a Moscou el 1919 com a Institut Marx-Engels (rus: Институт К. Маркса и Ф. Энгельса), era una biblioteca i arxiu soviètic adscrit a l'Acadèmia Comunista. Posteriorment, l'Institut es va adjuntar al Comitè Central del Partit Comunista de la Unió Soviètica i va servir com a centre de recerca i editorial oficial d'obres de pensament marxista.
L'Institut Marx-Engels va reunir manuscrits inèdits de Karl Marx, Friedrich Engels, Vladímir Lenin i d'altres importants teòrics marxistes, a més de recopilar llibres, fulletons i publicacions periòdiques relacionats amb el moviment obrer socialista. El 1930 l'Institut comptava amb més de 400.000 llibres i revistes i més de 55.000 documents originals i fotocopiats de Marx i Engels, fet que la converteix en un dels majors arxius de documents relacionats amb el socialisme al món.
El febrer de 1931, el director de l'Institut Marx-Engels, David Riazànov i altres membres del personal van ser purgats per raons ideològiques. El novembre d'aquell mateix any, l'Institut es va fusionar amb l'Institut Lenin, més gran i menys acadèmic (fundat el 1923), per a formar l'Institut Marx-Engels-Lenin, essent Vladímir Adoratski el seu director.
L'Institut era l'autoritat coordinadora per a l'organització sistemàtica dels documents publicats de les obres completes de Marx, Engels, Lenin i Ióssif Stalin. Es va dissoldre oficialment el novembre de 1991 i la major part dels seus fons d'arxiu es troben ara en una institució successora, l'Arxiu Estatal Rus d'Història Sociopolítica (RGASPI).

## Història
L'Institut va reunir i va mantenir una biblioteca de recerca dedicada a temes relacionats amb el socialisme, i va acumular en poc més de 10 anys una col·lecció d'uns 400.000 llibres, fulletons i revistes, 15.000 manuscrits i 175.000 fotocòpies de documents originals conservats en altres llocs. Entre aquests hi havia 55.000 manuscrits de Marx i Engels, de lluny l'aplec més important d'aquest material.
L'Institut va incorporar seccions dedicades a la història de la Primera i Segona Internacional, la història d'Alemanya, la història de França, la història de Gran Bretanya, la història dels Estats Units, la història dels països del sud d'Europa i la història de les relacions internacionals. També es van incloure seccions sobre filosofia, economia, ciències polítiques i història del socialisme als països eslaus.
Durant la seva primera dècada, l'Institut va publicar una sèrie de llibres d'autors com Gueorgui Plekhànov, Karl Kautsky, Franz Mehring, Georg Wilhelm Friedrich Hegel, David Ricardo i Adam Smith. També una edició completa sense traduir, la primera Marx-Engels-Gesamtausgabe, que havia de comprendre 42 volums (12 dels quals es van publicar fins a 1935, després es va suspendre el projecte) i una primera edició russa en 28 volums (Sochinéniya 1), els 33 llibres enquadernats dels quals es van publicar per complet en 1947.
L'Institut també va publicar dues revistes acadèmiques, Arjiv Karla Marksa i Frídrija Engelsa («Arxiu de Karl Marx i Frederick Engels») i Létopis marksizma («Crònica marxista»).
L'Institut Lenin va començar com un projecte d'arxiu independent, fundat pel Comitè Central del Partit Comunista de la Unió Soviètica el 1923 per a reunir manuscrits amb vista a la publicació d'una edició acadèmica de les obres completes de Vladímir Lenin. Aquest treball es va aconseguir a través de la publicació d'un gruixut volum anomenat Léninski sbórnik (Ленинский сборник, «Miscel·lània sobre Lenin»), uns 25 toms que es van publicar entre 1924 i 1933.
La missió de l'Institut Lenin va ser ampliada el 1924 pel XIII Congrés del Partit Comunista Rus per a incloure l'«estudi i difusió del leninisme entre les àmplies masses dins i fora del partit».

L'Institut Lenin era una institució amb més personal acadèmic que l'Institut Marx-Engels, amb una plantilla de 158 persones el 1929, però no compartia la seva reputació d'erudició imparcial de què gaudien la biblioteca de recerca i el grup d'experts. L'Institut Lenin va ser inicialment dirigit per Lev Kàmenev, seguit per Ivan Skvortsov-Stepánov i, després de la seva mort el 1928, per Maximilià Savéliev.

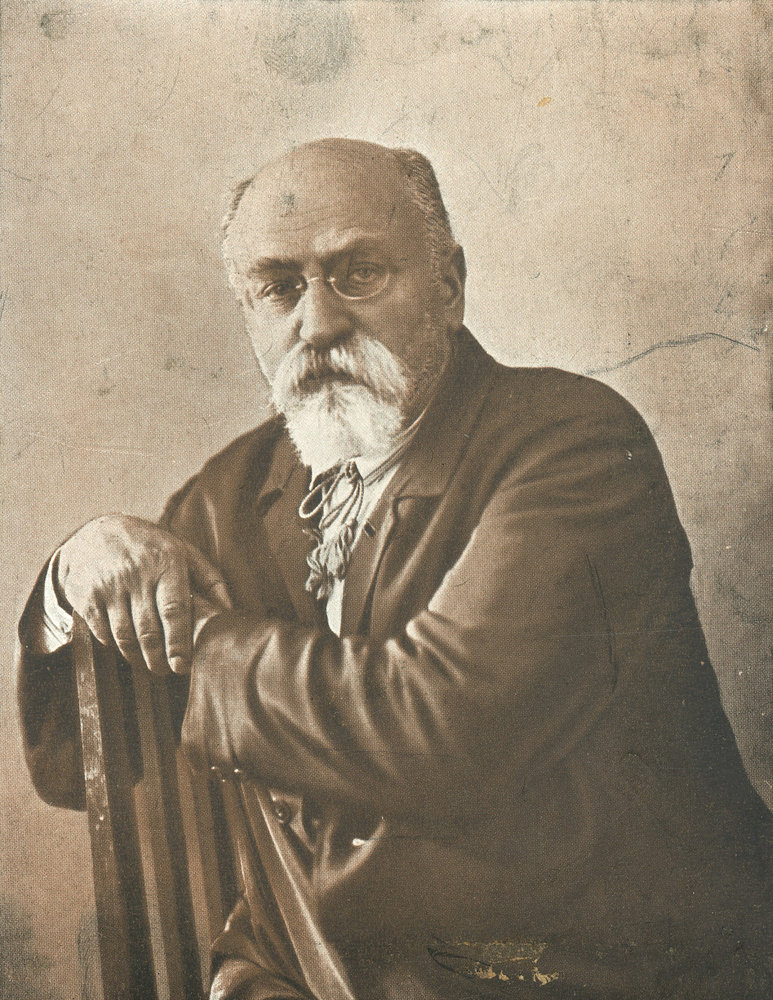
David Riazànov (1870-1938), director de l'Institut Marx-Engels des de la seva creació el 1919 fins al seu arrest el 1931.

El febrer de 1931, com a part del judici dels menxevics, l'economista Isaak Rubin, un exempleat de l'Institut Marx-Engels, va implicar el director de l'Institut David Riazànov com a part de la conspiració acusant-lo d'haver amagat documents menxevics a les instal·lacions. Riazànov va ser arrestat, enviat a l'exili fora de Moscou i després executat el 1938 durant la Gran Purga. Arran de les purgues ideològiques de l'Institut Marx-Engels, el novembre de 1931 es va fusionar amb l'Institut Lenin per a formar l'Institut Marx-Engels-Lenin.
Posteriorment, l'Institut Marx-Engels-Lenin va ser rebatejat diverses vegades. El nom de Ióssif Stalin es va afegir el 1956, i l'Institut es va convertir formalment en l'Institut Marx-Engels-Lenin-Stalin.
Així va romandre fins a l'inici de la desestalinització després de l'anomenat «discurs secret» de Nikita Khrusxov el 1956. En aquest punt, el nom va canviar a Institut de Marxisme-Leninisme (Институт марксизма-ленинизма при ЦК КПСС). Durant aquest període, a partir de la dècada del 1950, l'Institut va participar en la realització de projectes com la publicació d'una segona edició russa de les obres completes de Marx i Engels, Sochinéniya 2, amb 39 volums bàsics i 11 complementaris, i l'extensa cinquena edició de les obres completes de Lenin (55 volums). A partir de la dècada del 1970, també va participar en la publicació de les obres completes de Marx/Engels en anglès (50 volums) i el segon Marx-Engels-Gesamtausgabe.
El nom Institut de Marxisme-Leninisme va romandre inalterat durant gairebé 35 anys, quan l'agitació a la Unió Soviètica va provocar un canvi de nom a Institut de Teoria i Història del Socialisme (Институт теории и истории социализма ЦК). L'Institut va deixar d'existir formalment el novembre de 1991 després d'haver-se dissolt el Partit Comunista de la Unió Soviètica el 6 de novembre de 1991, i la biblioteca i l'arxiu es van transferir a una nova entitat anomenada Institut Rus Independent per a Problemes Socials i Nacionals primer, i Arxiu Estatal Rus d'Història Sociopolítica després.